# Chiesa dei Santi Ambrogio e Bernardo
La chiesa dei Santi Ambrogio e Bernardo è la parrocchiale di Limonta, frazione del comune sparso di Oliveto Lario, in provincia di Lecco e arcidiocesi di Milano; fa parte del decanato di Asso.

## Storia
Probabilmente la primitiva chiesa limontina sorse in epoca altomedievale; già nel XV secolo era sede di una parrocchia.
L'ecclesia Sancti Bernardi de Limonta è menzionata nuovamente in un documento che reca la data del 3 febbraio 1506; la parrocchia è poi ricordata in un successivo documento del 25 giugno 1571.
Nel 1673 iniziarono i lavori di rifacimento della chiesa per volere dell'abate Giuseppe Rainoldi; l'opera fu terminata nel 1673, mentre la cappella dell'Immacolata richiese ancora alcuni anni, essendo stata ultimata solo nel 1680.
Il portico antistante la facciata venne costruito nel 1714 e nel 1797 si procedette all'esecuzione degli stucchi della navata e alla realizzazione dell'altare maggiore in marmo.
Nel 1895 l'arcivescovo di Milano Andrea Carlo Ferrari, durante la sua visita pastorale, trovò che il numero dei fedeli era pari a 376 e che nella parrocchiale, da cui dipendevano le tre chiese di San Dionigi, di San Rocco e della Beata Vergine Maria Annunciata, aveva sede la confraternita del Santissimo Sacramento.
La chiesa venne interessata nel 1946 da un intervento di restauro, durante il quale si pose particolare attenzione alla facciata, all'interno e alle coperture.
Tra il 1971 e il 1972, con la riorganizzazione territoriale dell'arcidiocesi voluta dall'arcivescovo Giovanni Colombo, la parrocchia entrò a far parte del decanato di Asso.
Nel 1985 venne condotto l'adeguamento liturgico secondo le usanze postconciliari mediante l'aggiunta dell'altare rivolto verso l'assemblea.

## Descrizione

### Esterno
La facciata della chiesa, rivolta a occidente, è suddivisa in due registri: quello inferiore, caratterizzato dal portale d'ingresso, è preceduto dal portico, le cui colonnine sorreggono degli archi a tutto sesto, mentre quello superiore, scandito da quattro lesene presenta centralmente una finestra ed è concluso dal coronamento mistilineo.
Annesso alla parrocchiale è il campanile a base quadrata, la cui cella presenta su ogni lato una monofora a tutto sesto ed è coronata dalla guglia poggiante sul tamburo.

### Interno
L'interno dell'edificio si compone di un'unica navata, sulla quale si affacciano le cappelle laterali, introdotte da archi a tutto sesto, e le cui pareti sono scandite da lesene, sopra i cui capitelli corre la trabeazione aggettante e modanata, sulla quale si impostano le volte; al termine dell'aula si sviluppa il presbiterio, rialzato di alcuni gradini, delimitato da balaustre e chiuso dalla parete di fondo.
Qui sono conservate diverse opere di pregio, tra le quali il polittico raffigurante la Crocifissione e i Santi Agostino, Pietro da Verona, Dionigi, Michele Arcangelo, Ambrogio e Bernardo, eseguita alla fine del XV secolo probabilmente dalla bottega comasca di Felice Scotti, e le tele che rappresentano la Crocifissione tra i Santi Rocco e Sebastiano e le anime purganti, la Madonna col Bambino e santi.